# Ara Més
Ara Més (ARA MÉS) és una formació política sobiranista de les Illes Balears i Pitiüses, formada per Més per Mallorca, Més per Menorca, Ara Eivissa i persones independents.

## Història
L'organització va ser presentada el 29 d'abril de 2022 a l'Espai Suscultura de Palma, en un acte moderat per Carme Gomila i amb la participació de Mariví Mengual (Ara Eivissa), Miquel Àngel Maria (Més per Menorca), Lluís Apesteguia (Més per Mallorca) i Sílvia Tur (independent). L'objectiu, en aquell moment, era concórrer a les eleccions generals espanyoles de 2023 i garantir la seva presència al Congrés dels Diputats d'Espanya.
El 2024 Ara Més es va incorporar a la coalició electoral Ara Repúbliques per concórrer a les eleccions europees.
Ara Més va debatre si el seu diputat, Vicenç Vidal Matas, hauria d'abandonar Sumar i passar al grup mixt, com van fer els valencians Més - Compromís, però després d'un empat a la votació, es va acordar tornar a debatre al setembre.